# Kroksjön (Göteryds socken, Småland, 627374-137697)
Kroksjön är en sjö i Älmhults kommun i Småland och ingår i Helge ås huvudavrinningsområde.